# きちゅね
きちゅねは、日本の女性声優。主にアダルトゲームに声をあてている。

## 人物
同人声優・歌手・イラストレーターとして活動をしている。同人活動が主だが商業作品への参加もある。

## 出演作品
太字は主役・メインキャラクター

### アダルトゲーム

#### 2008年
- 異端 〜踏み躙られた誇り〜（サリシャ[1]）
- 人妻戦士フェリア（シルヴィス[2]）
- 僕じゃない誰かの腕に抱かれている彼女（菊地原 奈保子[3]）

#### 2009年
- あみドラ![4]
- 極悪勇者鬼畜旅2（クレア[5]）
- 催眠羞恥露出（近藤 理沙[6]）
- ダンジョンブレイカー（クラウ、フリジア[7]）
- 白濁に染まるメイド リオン（リオン[8]）
- 人妻戦士シルヴィス（シルヴィス[9]）
- 夢の浮橋〜新釈源氏物語〜 若紫・夕顔・末摘花編（六条御息所、藤壺女御）

#### 2011年
- 冒険者の町を作ろう!（ジーナ[10]）
- 澪をXXするゲエム（澪[11]）

#### 2012年
- アールヴヘイムの三賢者 -終焉前奏曲-（セリカ[12]）
- 淫魔の女王[13]
- 男の娘へ調教されました（掛川 明[14]）
- 矯正女教師・恭子 〜女学園の悪夢〜（砂河 舞[15]）
- 外道生徒会（臼井 ミヒロ[16]）
- 催眠羞恥露出2（柳咲 愛梨[17]）
- 3M -Marionettes manipulate the marionette- #define（奥村 泉[18]）
- ダンジョンブレイカー2（クラウ[19]）
- デスクラフト〜金髪ポニテのムチムチ正義のお姉さん〜[20]
- マインドハッカー -お前の心は俺のモノ-（セーレ[21]）

#### 2013年
- 噂の極秘レポートが流出!!? 女生徒イキ地獄研究レポート（佳永 亜姫）
- 家畜姉妹（芹沢 百合子）
- 理香の露出狂伝説（理香[22]）